# Niclas Grönholm
Niclas Grönholm (Hanko, 16 juni 1968) is een voormalig profvoetballer uit Finland, die speelde als aanvaller gedurende zijn carrière. Hij beëindigde zijn actieve loopbaan in 2002 bij de Finse club HJK Helsinki. Behalve in zijn vaderland speelde hij verder clubvoetbal in Zweden.

## Interlandcarrière
Grönholm kwam in totaal 17 keer (twee doelpunten) uit voor de nationale ploeg van Finland in de periode 1990–1994. Onder leiding van bondscoach Jukka Vakkila maakte hij zijn debuut op 12 februari 1990 in de vriendschappelijke uitwedstrijd tegen de Verenigde Arabische Emiraten in Dubai, net als verdediger Hannu Ollila. Hij verving Jyrki Huhtamäki in de 63ste minuut van het duel dat eindigde in een 1-1 gelijkspel.
| Interlanddoelpunten | Interlanddoelpunten | Interlanddoelpunten | Interlanddoelpunten | Interlanddoelpunten | Interlanddoelpunten | Interlanddoelpunten | Interlanddoelpunten |
| #                   | Datum               | Locatie             | Wedstrijd           | Goal(s)             | Score               | Uitslag             | Competitie          |
| ------------------- | ------------------- | ------------------- | ------------------- | ------------------- | ------------------- | ------------------- | ------------------- |
| 1                   | 21.02.1993          | Vantaa              | Finland – Litouwen  | ??'                 | 1 – 0               | 3 – 0               | Oefeninterland      |
| 2                   | 01.02.1994          | Masqat              | Oman – Finland      | 50'                 | 1 – 1               | 1 – 1               | Oefeninterland      |

## Erelijst
TPS Turku
- Suomen Cup

1991
 MyPa-47
- Suomen Cup

1995